# 潮阳区
23°16′N 116°36′E / 23.267°N 116.600°E
潮阳区是中华人民共和国广东省汕头市的一个市辖区，因地处大海之北而称潮阳。潮阳区位于广东省的东南部，濒临南海，东面毗邻濠江区，东北隔牛田洋望金平区，西接普宁市，南邻潮南区，北界揭阳市，母亲河练江由东向西穿过潮阳并于海门镇注入南海。潮阳千年古邑，自宋代开始教育就较为昌盛，素有“海滨邹鲁”之称，區人民政府駐文光街道中華路136號。
春秋戰國時期，潮陽地區屬嶺南百越。2003年1月29日，潮陽撤市分設潮陽區和潮南區，成為汕頭市轄區。2020年5月，潮陽區入選2019年全國縣域網絡零售TOP100，排名第86。

## 历史沿革

### 先秦时期
考古人物于2009年8月在谷饶镇仙波居委会发现新石器时代晚期、商周时期遗址，名为"新坡遗址"。共发现2座墓葬、1座灰坑，20件石器，9件陶器。石器包括14件石锛、3件砺石和3件其他石器。这些说明3000多年前潮阳就已经有人类活动。

### 六朝时期
东晋隆安元年（397年）始置潮阳县，时属义安郡。

### 隋唐时期
隋开皇十年（590年）义安郡改为潮州，潮阳县时属潮州。
隋大業三年（607年）潮州改回义安郡，潮阳县时属义安郡。
唐武德四年（621年）义安郡改为潮州，潮阳县属潮州。
唐高宗永徽元年（650年）潮阳县并入海阳县。
唐睿宗先天元年（712年）复置潮阳县，县治在临昆山。
仪凤二年（677年）崖山陈谦联合洞蛮苗自成、雷万兴率众攻陷潮阳县城，陈元光入潮率兵讨平之。
永隆元年（680年）岭南行军总督兼戍潮阳，设4个行台。
开元二十一年（733年）全国分15道，潮阳县属江南道（次年改称岭南道）。
天宝元年（742年）潮州改为潮阳郡，潮阳县属潮阳郡。
乾元元年（758年）潮阳郡复改为潮州，潮阳县属潮州。
贞元七年（791年）大颠禅师率徒于塔口山麓幽岭下辟建灵山寺。是年寺成，大颠为住持。
元和十四年（819年）十月前，潮州刺史韩愈迁潮阳县治于新兴乡棉阳（即棉城）。

### 宋元时期
宋太宗至道三年（997年）全国分15路，后又增3路，潮阳县属广南东路之潮州。
建炎元年（1127年）大峰祖师始建和平桥。
紹興二年（1132年）潮阳县与揭阳县一起并入海阳县，十年复置潮阳县，之后潮阳县制未变。
宋理宗绍定三年（1230年）潮州孙叔谨始建儒学于潮阳。
景炎二年（1277）八月，元兵进攻潮阳，都统陈懿率畲兵七千投降。
祥兴元年（1278年）十一月，文天祥进屯潮阳伐陈懿，懿逃走；攻蚝坪，杀降元的潮州知州刘兴。十二月刘子俊引江西兵入潮与文天祥会师再伐陈懿，陈懿潜导元将张弘范入潮追击文天祥。
元世祖至元十六年（1279年）二月改潮州为潮州路总管府，潮阳隶属之。
元统十七年（1357年），达鲁花赤熊按摊不花始筑潮阳城墙。

### 明清时期

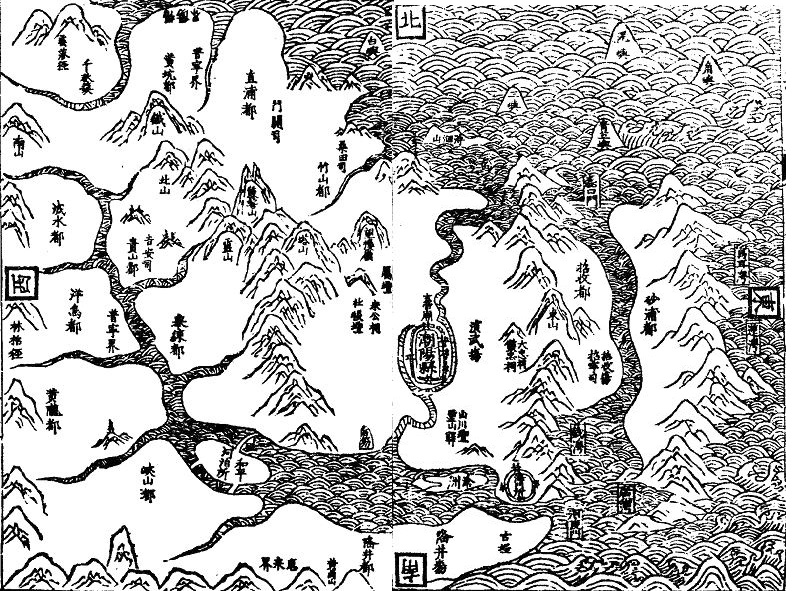
明朝潮阳县疆域图

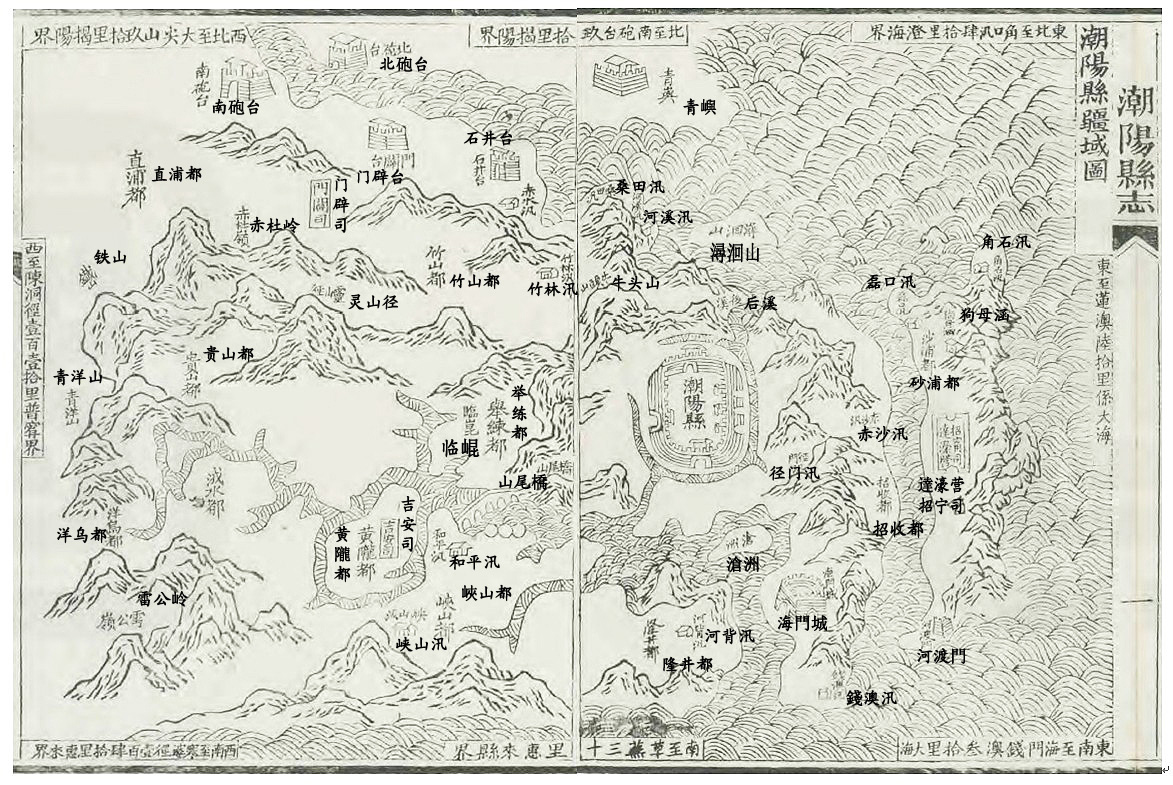
清朝潮阳县疆域图

明洪武元年（1368年）二月，潮州路率所属县归附于明。
洪武二年（1369年）改潮州路为潮州府，潮阳隶属之；是年在新兴乡海口（今海门镇）设巡检司（洪武二十七年迁至招收都大册，更名招宁巡检司），在奉恩乡门辟（今关埠镇）设巡检司，在南山下设吉安巡检司（洪武二十七年移贵山都贵屿，清雍正十三年（1735）迁黄陇都峡山）。
洪武二十四年置潮阳守御千户所于招收都（大概今达濠一带），
洪武二十七年迁至海口村更名为海门千户所。
正统十年（1445年）海寇陈万甯攻潮阳，知县刘源洪击走之。
正統十三年，置桑田巡检司。
嘉靖四年（1525年）拆潮阳县隆井三分之一及大坭、酉头、惠来三都并拆海丰县龙溪都置惠来县。
嘉靖三十二年（1553年）正月海寇许栋犯潮阳招收都等处。
嘉靖三十七年（1558年）山贼首领杨继传、邹文纲率众攻陷潮阳洋乌等30余乡。
嘉靖三十八年（1559年）十月倭寇300余人从海口始入潮阳被乡兵击退后肆掠凤山钱岗等村，十一月倭寇千余人与许朝光等海寇攻海门被官兵击退。
嘉靖三十九年（1560年）正月都指挥武尚文御倭寇，杀寇400左右。六月山贼千余人袭入县城刚好在县城备倭乱之事的潮州府通判翁梦鲤督兵与贼巷战，同时乡勇亦参与巷战，至翌日天明周围乡兵来援从外合围，寇始遁走。
嘉靖四十二年（1563年）再拆潮阳县洋乌、水、黄坑三都置普宁县（至万历九年洋乌、𣴛水二都复归潮阳）。三月倭寇攻潮阳，林大春协守募义勇500余人据战倭寇，潮阳被围历40余日援兵来到始解。
嘉靖四十三年（1564年）吴平挟残寇劫掠潮阳神山古埕等村。
隆庆元年（1567年），总兵郭成杀盘踞林樟20余年的贼首郭明。二年，曾一本劫掠潮阳。
万历三十一年（1603年），倭寇进犯海门，参将麻镇击退之。四十六年（1618年），海寇袁进劫掠潮阳。
隆武元年（1646年）九月，盗李班三攻贵屿。二年三月，剿潮阳群盗平东浦、东山、陈禾陂、莲塘、溪尾等九寨。十月陈拔五等围攻潮阳县城。十一月刘公显攻潮阳，被拒。同月清降佟养甲、李成栋入潮。
清顺治四年（1647年），清廷既定惠潮，七月颁赦惠潮诏。张礼据招收、砂浦2都称渠长。五年，巡抚佟养甲，提督李成栋以广东叛清附明。
顺治七年（1650年）三月，郑成功入潮阳屠杀和平寨降溪头寨。

### 中华民国时期
民国元年（1912年）直属广东省都督府，民国3年属巡按使署潮循道。
民国5年（1916年）3月26日，莫序云在潮阳率先宣布独立，为广东反袁护国战争宣布独立第一县，此后饶平、澄海、潮安、汕头警卫军也纷纷响应独立。
民国9年（1920年）直属广东省。
民国14年（1925年）属东江行政委员公署（民国17年改称东江行政公署）。
民国22年（1933年）划出两英圩及河浦寮、古厝、四美、古溪、墙围、圆山仔、金瓯、风吹、仙斗、龟山湾、三顺、流汾水、后棚、秋风岭、牛角丘、林者世、赤竹垭、林招等18个乡村置南山移垦委员会（民国24年改称南山管理局，相当于县级）。
民国25年（1936年）属广东省第五区行政督察专员公署。
民国27年（1938年）6月19日，日军海舰声东击西炮击潮阳。
民国29年（1940年）5月15日晨，在10多架飞机的掩护下，日军100余人、伪军约200人，分3路进犯凤岗、马滘、岗背，凤、马失陷。时县长沈梓卿调团队驰援，克复凤岗，16日晨再克马喾，敌伪死伤100余人。次年3月25日，日军侵占县城，翌日海门。之后练江北岸大半沦陷。
民国32年（1943年）潮阳大旱，海门损失最严重，各善堂收埋尸体于莲花峰下约11000余具。
民国34年（1945年）9月17日国军到潮阳县城接收领土，9月18日缴交日军枪械，潮阳宣告光复。
民国36年（1947年）第五行政区改为第六行政区，潮阳县依然隶属之。
民国38年（1949年）4月属广东省第七行政督察专员公署。

### 中华人民共和国时期
1949年10月20日至22日，中华人民共和国逐步占领潮阳县全境，成立潮阳县人民政府。
1950年2月，属潮汕专区行政督察专员公署。
1950年3月，南山管理局撤销，两英一带乡村复归潮阳县，增设为第十区。
1950年6月，划普宁县的石桥头西乡、贵玉乡、南安乡和军埠村归潮阳县。
1950年10月属潮汕专员公署。
1952年11月属粤东办事处。
1956年3月，属汕头专区行政专员公署。
1958年5月，潮阳县大长陇（保留汕柄村）及石船乡的碗仔等9个村和陈店乡的石港村划归普宁县；达濠镇、河浦、珠园乡划归汕头市。
1958年9月，潮阳县雷岭乡的蔗尾等14村划归惠来县。
1958年12月，惠来县与普宁县合并，原属惠来的东红人民公社（辖田心、仙庵、周田、靖海等）划归潮阳县。
1961年3月，惠来复县，田心、靖海、周田、仙庵4个人民公社划归惠来县；惠来县的雷岭人民公社，汕头市的达濠、河浦人民公社划归潮阳县。
1967年3月，属汕头地区军事管制委员会。1968年3月，属汕头地区革命委员会。
1975年，达濠人民公社再度划归汕头市，惠来县的田心人民公社复归潮阳县。
1980年1月，属汕头地区行政专员公署。
1983年7月13日（中国国务院12月22日批准），撤销汕头地区建制，实行地市合并，市领导县的体制，潮阳县由广东直辖，汕头市人民政府代管。
1986年11月，广东省人民政府批准潮阳县撤区置镇建制，全县设25个镇。
1993年4月9日，中国国务院批准潮阳县撤县设县级市。
1994年4月15日河浦镇改设市辖区划入汕头市区。
2003年1月29日潮阳市分解为潮阳区和潮南区，并入汕头市，并于同年3月13日正式挂牌运作。
2004年6月26日，潮阳区固话号码升位，原已存在9年历史的0661区号取消，换成与汕头市统一的0754，并在原固话号码之前加“8”，成为8位电话号码。

## 地理

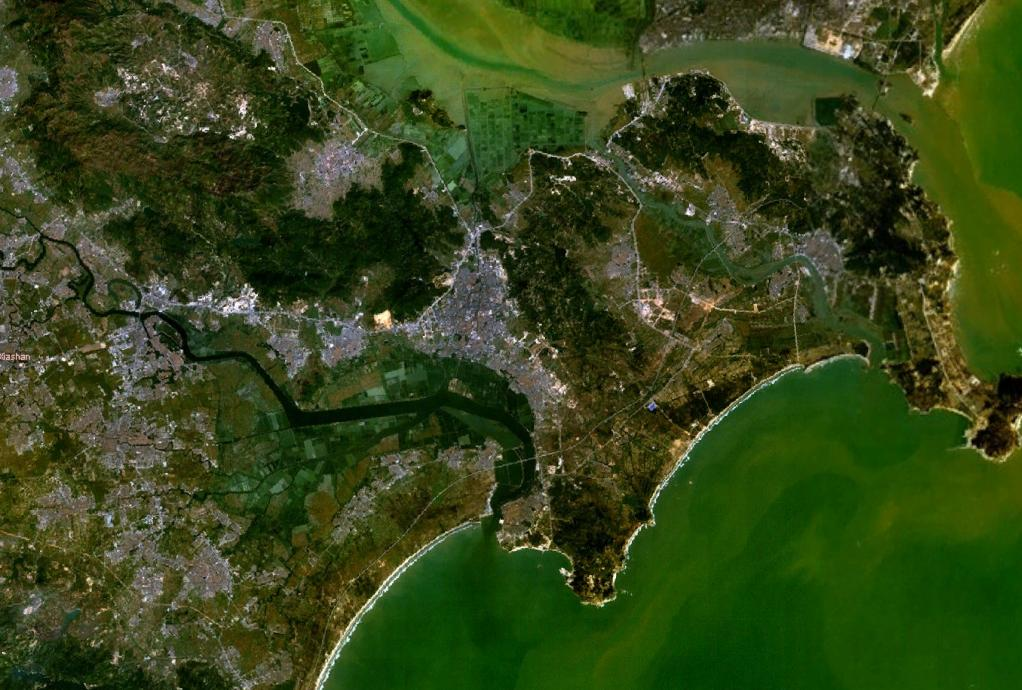
原潮阳县东部地形图2

### 地形
境内属沿海丘陵、平原地区。原潮阳市地形特征为“两山两江两平原”，地势自西北向东南倾斜。两山为大南山，小北山；两江为练江，榕江；两平原为练江平原与榕江平原。

今潮阳区地形特征为中部为小北山，小北山北边属榕江平原的一部分，小北山南部为练江平原一部分，东部为东山。练江出海口位于海门镇，沿海是带状沙滩地，分布于海门镇沿岸，经过多年营造的防护林培育，已成为固定或半固定沙土。

### 气候
潮阳区紧靠北回归线，属亚热带海洋性气候，年平均气温21.5℃，年平均降雨量为1721mm，年平均相对湿度80％(1959-2007年)。7至10月为台风影响季节。

### 自然资源
境内植被主要是乔木、灌木混交，又有针叶林、阔叶林。植物有农作物100多种，其中果类以西胪乌酥杨梅、金玉三捻橄榄、谷饶狮头油甘最为闻名，另外潮阳姜薯也是潮阳特产；家养动物近20种，常见野生动物有60多种。海淡鱼类约220种，其中主要经济鱼类多达100种。
截止至2009年境内共有1座中型水库（河溪水库），89座小型水库，119座山塘。

## 行政区划

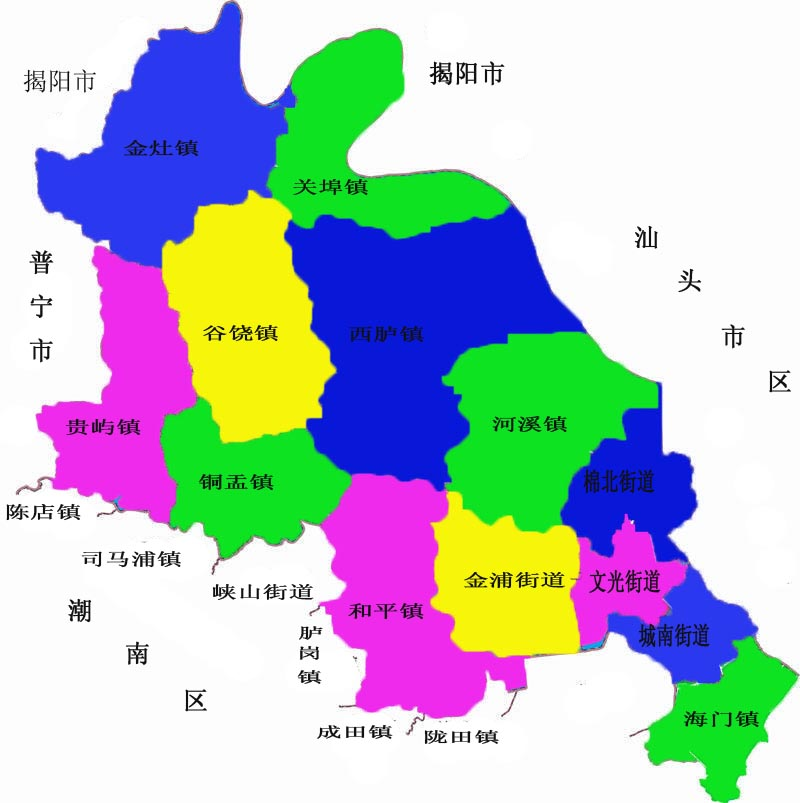
潮阳区地图

潮阳区现下辖4个街道办事处：文光街道、城南街道、棉北街道、金浦街道，9个镇：海门镇、河溪镇、和平镇、西胪镇、关埠镇、金灶镇、谷饶镇、贵屿镇、铜盂镇。
| 行政区   | 面积(km) | 人口   | 居委会 | 村委会 | 简介                                                                          |
| -------- | -------- | ------ | ------ | ------ | ----------------------------------------------------------------------------- |
| 文光街道 | 15.1     | 146649 | 10     | 0      | 由原棉城镇于1994年11月10日分拆而成，1995年4月23日挂牌办公。                   |
| 城南街道 | 29.8     | 108651 | 14     | 0      | 由原棉城镇于1994年11月10日分拆而成，1995年4月23日挂牌办公。                   |
| 棉北街道 | 32.215   | 54942  | 9      | 0      | 由原棉城镇于1994年11月10日分拆而成，1995年4月23日挂牌办公。                   |
| 金浦街道 | 44.16    | 79252  | 1      | 4      | 原金浦镇于1994年11月改成街道办事处                                            |
| 海门镇   | 38.5     | 115221 | 11     | 5      | 明洪武二十七年(1394)守御千户所迁至此地，镇以驻地沿其名                        |
| 河溪镇   | 55.66    | 79155  | 1      | 11     | 北宋末建有村落，因有溪流经此地注入牛田洋，故名                                |
| 和平镇   | 51.9     | 162174 | 19     | 3      | 镇区原名蚝坪。南宋末年文天祥抗元路经此地，倡议改名和平。                      |
| 西胪镇   | 109.46   | 154725 | 4      | 23     | 镇区原名西芦。后因此地村落祠堂大门对联：“西山长拱照，胪水永朝宗 ”，改称西胪。 |
| 关埠镇   | 54.46    | 121930 | 4      | 26     | 镇区在嘉靖十一年(1532)以关前设圩埠，称关前埠，后简称关埠。                    |
| 金灶镇   | 78.9     | 127383 | 4      | 59     | 原金玉镇与灶浦镇于2003年10月合并而成                                          |
| 谷饶镇   | 71.8     | 135628 | 5      | 21     | 镇区在明代因常闹旱灾，称赤寮。清末修河引水抗旱保收，改称谷饶。                |
| 贵屿镇   | 52.17    | 133727 | 8      | 19     | 镇区驻华美村。                                                                |
| 铜盂镇   | 42.4     | 116044 | 3      | 25     | 镇区在南宋嘉熙年间(1237—1240)创建村落。因村前有形似钵盂土尾潭，故名。         |

## 人口
原潮阳县从清代中期开始便成为潮州人口密度最大的区域之一，有"人县"之说，不少人乘着红头船漂洋过海去求生。潮阳现有旅外华侨和港澳台同胞120多万人，是全国著名侨乡之一。潮阳民营企业较为发达，目前已形成谷饶内衣、和平音像、贵屿废旧拆解等产业链及果林生态、水产养殖等特色三农产业。是中国“光盘之乡”，打口碟源地。
原潮阳县包括今潮阳区、潮南区、濠江区等地。
清末汕头埠开埠后，潮阳县受其辐射，经济活动发展较快，人口激增，从民国开始就成为中国一个人口大县，直至2003年，很长一段时间内是中国的第一人口大县（或县级市）。从1391年到2003年，潮阳至少有八次人口较大递减变动。第一次是1525年析出惠来县。第二次是1563年析出普宁县。第三次是明末清初的倭寇之乱，人口增加势态非常慢，且1642年的人口数量比1525年析出惠来县时还要少一些。第五次是清军攻占潮阳后，人口激减至只有明末时期的四分之一。第六次是康熙元年（1662年）的迁界，时潮阳县迁去直浦、竹山、招收、砂浦、隆井5都，附郭、峡山、举练３都之半。第七次是抗日战争时期，1946年潮阳全县总户数176993户，811632人，比日军侵潮前的民国29年（1940年）劲减少210907人。第八次是2003年分拆潮阳市为潮阳区与潮南区。
根据汕头市统计局，潮阳区2008年末总户数320919户，总人口1619502人。其中男性816297人，女性808283。
根據第七次全国人口普查顯示，截至2020年11月1日零時，潮陽區常住人口為1654276人。

### 方言
潮阳区的方言以闽南语潮汕片潮普小片的潮阳话为主。谷饶镇内寮、石壁、西寮、水吼；西胪镇青山；关埠镇巷底；金灶镇外美、高门等村落流行客家方言。

### 姓氏
主要大姓是萧、郭、郑、林、马、姚、黄、李、张、陈［［許姓］］。
唐贞元四年（788）入潮洪姓始祖洪圭（福建省莆田县人，原工部尚书，谪任潮州刺史）创家岐北（今属铜盂镇）。之后洪圭后裔分衍于潮汕（含海陆丰）的12个县、市，170多个乡村。南宋庆元元年（1195）潮阳萧氏始祖萧洵（福建省漳州人）任本县知县，历任12年后定居潮阳。

## 旅游

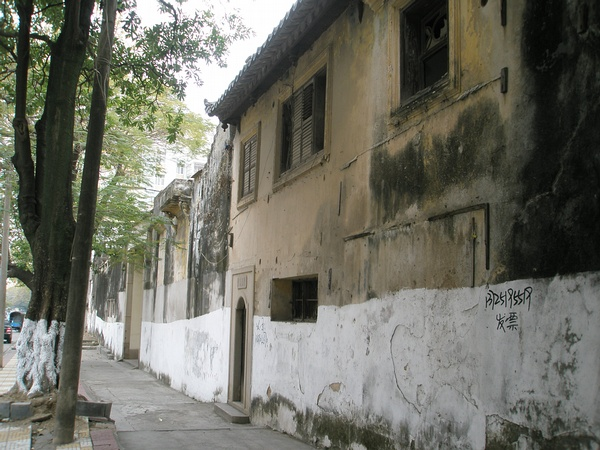
潮阳西园外观

明朝的“潮阳八景”是指大湖晴波、麻田紫气、灵山留衣、东岩卓锡、龙首环青、虹桥跨练、玉峡山辉、莲峰海色。虽历经几百年之后，但大多保存完好，只有“麻田紫气”已废弃。需要补充的是在2003年潮阳拆市分区的时候，“玉峡山辉”分属现潮南区境内。其中“大湖晴波”、“莲峰海色”位于现海门镇国家AAA级风景区的莲花峰风景区内，“灵山留衣”在现铜盂镇的全国重点寺院灵山寺内，位于现金浦街道境内双簪峰的“龙首环青”是最原生态的景点，但却最少人知道。
另外还有东山八景，既水帘亭、方广洞、栖云石、桐荫亭、望仙桥、聚圣塔、七星石、五雷坛；灵山八景，既舌镜塔，拔木坞、写经台、祝圣碑、开善藏、白石槽、千丛果与留衣亭等这些说法。
除了这些外，潮阳的地标建筑文光塔，以及西园，东山，西岩、大峰风景区、还有新开辟的明安里。另外入选第二批广东省古村落的贵屿镇南阳古村也开始吸引游人对散布于潮阳境内众多的古村落古寨的注意。

### 特产
棉城鲎粿、贵屿朥饼、海门糕仔、和平葱饼、仙城束砂，这些都是最有潮阳特色的小食与甜品。其中以棉城鲎粿，贵屿朥饼最为闻名。

## 文化

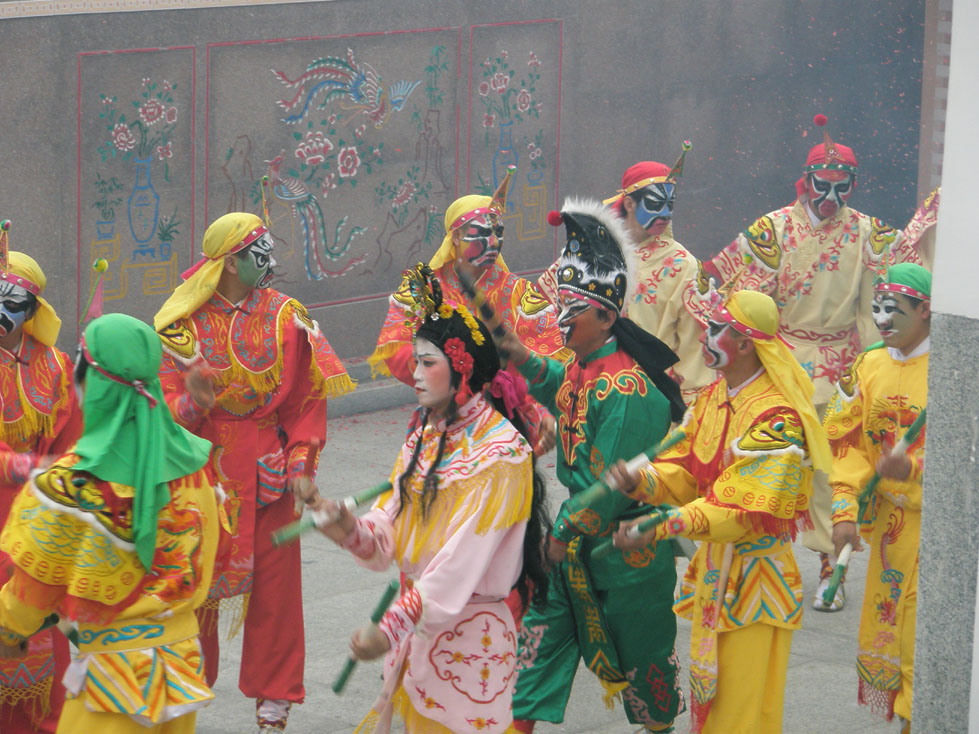
英歌

### 传媒
1920年创办的《新潮报》是潮阳第一张报纸，1929年4月1日创办的《潮阳民报》是潮阳第一家民办报纸，此后民国时期所创办的报纸还有《韩江日报》、《潮阳县民报》。中华人民共和国成立后，在1956年创办《潮阳农民报》，为《潮阳报》前身，不过在1961年2月15日停刊，直至1996年5月1日复刊，到2007年1月12日全国报刊整治中再次停刊。1985年3月潮阳设立电视差转台，7月正式开播，10月经国家广播电视部批准，定名为“潮阳电视台”。

### 民间艺术
潮阳为潮州文化圈，民间艺术活跃，种类繁多。其中以潮阳三瑰宝：笛套、英歌、剪纸最为闻名，这三者都被列入到中国首批国家级非物质文化遗产的名录中。英歌是一种扮演梁山好汉的表演手持双棍或小圆鼓进行表演的粗犷阳刚的广场舞蹈，为民间所喜好，几乎各街道各镇都有自己的英歌队。英歌很早就流传到普宁、惠来、陆丰甲子镇、揭东等地，现香港潮籍人士也多有组织英歌表演。而潮阳笛套则被誉为“华夏正声”，虽有些式微，但有识之士正努力做工作挽救，比如文光街道的文光丝竹社就为了发扬笛套音乐不遗余力。另外几乎各村都有业余的潮州弦诗乐队。

### 民间盛会
潮阳的民间盛会主要是营老爷（游神活动），形式多样，有三山国王巡游，也有双忠圣王巡游，但其中以广东省非物质文化遗产的贵屿街路棚、谷饶祭社最为闻名。而潮剧相比其他不断式微的地方戏剧幸运的是，它靠着民间这些盛会，充当酬神戏，还很顽强的生存着。

### 文博场馆
- 潮阳区图书馆：位于中华路87号，建筑面积1820平方米。内设有书库、图书外借处、报刊阅览室以及少年儿童阅览室等，现有馆藏图书11万多册。属“国家三级图书馆”[23]。
- 潮阳区博物馆：位于文光街道兴归.文光塔旁。
- 潮阳区工人文化宫：位于中华路，建筑面积3008平方米。分娱乐活动楼、电影院、办公楼三部分[24]。

## 宗教

### 佛教
潮阳佛教大体属大乘禅宗中的临济宗、曹洞宗。发展至宋代传入净土宗，遂形成了禅净结合，佛徒大都禅净双修的宗风。
早于晋代时期，潮阳城郊区塔山南麓便建有海潮古刹（现为西岩），唐大历元年（766年），佛教南宗曹溪传人、名僧惠照禅师住锡于此，收大颠、惟俨、怀海为徒。后大颠又拜一代高僧惠能的传人青原行思的弟子——临济宗的石头希迁禅师为师，于贞元六年（790年）与七年分别在潮阳东山南麓与塔口山麓创建白牛岩（现为东岩）与灵山寺。
潮阳历代建立的岩寺还有宋大中禅符年间（约1008年）创建的石塔寺（现属潮南区胪岗镇）、金浦街道的创建于宋绍圣二年（1095年）的曾山寺、元天历三年（1330年）僧人释碧创建华古岩（现属潮南区陇田镇）、海门镇的建于明永乐年间（1403—1424年）的莲峰寺、和平镇的创建于天启四年（1624年）的灵泉寺、以及棉城的创建于明隆庆四年（1570年）大北岩与创建于清道光二年（1882年）石泉岩等岩寺。
据资料统计，建国前夕，潮阳全县有岩寺、庵堂、精舍128处，常住佛徒797人。建国后至1966年，全县岩寺、庵堂、精舍减为76处，常住佛徒426人。文化大革命期间，停止佛事活动，佛徒被遣散。1976—1985年，佛教活动逐步恢复，全县共有岩寺、庵堂、精舍99处，常住佛徒298人，居士1200多人。

### 道教
晋代，濮阳籍道士吴猛在仙陂等地开始进行道事活动。唐咸亨年间（670-673年），江西龙虎山道士陈假庵在县城东山创建超真观和东岳庙。宋熙宁十年（1077年），仙陂建慈济堂祀吴猛，时隐士吴复古已筑庵于麻田。嘉定末年（1208-1224年），白玉蟾来潮阳活动。咸淳二年（1266年），道士赵汝篪建塔于棉阳（今文光塔址），元大德五年（1301年），县城大街西建灵济宫真君庙，其后西关、赤寮、和平等地也建真君庙，祀晋道士吴猛。元末明初，何野云（即虱母仙）浪迹潮阳。天启五年（1625年），林朝傅创建桑田屿脚庵（今海棠观）。清初，吴绍宗等重修东岩金顶寺，道士韫泉创建潮阳道教三堂：西岩的力骘堂、戌州的骘德堂、小北岩的真骘堂。民国13年（1924年），正一派道士姚大德于东山北段重建石洞玉龙宫。

### 天主教
天主教传入潮阳迄今大概有270年历史，清乾隆元年（1736年）天主教开始传入潮阳海门镇，再传到达濠的澳头村。乾隆十二年（1747年）法国巴黎外方传教会派神甫来潮汕传教，常住潮阳县的神甫是曾斐理斯。时分两英古溪堂区和沙陇望上堂区，属汕头教区管辖。
两英古溪堂区：光绪八年（1882年）于黄陇都古溪（今属潮南区两英镇）建天主教堂。宣统二年（1910）后相继在仙城、白坟、许厝乡、铜盂、潮下、萧渡、司马浦、沟头、陈店、湖西、贵屿、南阳、玉窖及谷饶等10多个村落建教堂及祈祷所。
沙陇望上堂区：光绪二十四年（1898年），魏神父（法国人）在峡山都望上（今属潮南区陇田镇）创建天主教堂。

### 基督教
基督教传入潮阳大概是150年历史，在同治七年（1868年）浸信会耶士摩到潮阳棉城传教，宣统二年（1910）浸信会在县城龙井创办潮光两等小学堂。英国长老会差会于光绪四年（1878年）传入潮阳县。基督复临安息日会民国7年（1918）传入潮阳。属中华基督教会岭东大会。

## 经济
潮阳从建邑开始到1993年撤县设市之间的一千多年时间一直是广东的大县，在民国二十六年（1937年）是广东十五个一等县之一，1992年是首届全国百强县之一，排名十四位。后期走上了一条歪路，陷入造假与退税案的困境中，经济发展出现严重倒退，但经过这几年的恢复，慢慢有所起色。

### 农业
潮阳从清代中期就是“人县”，人多地少，生存压力大，故精耕细作，种田如绣花。1989年，潮阳成为全国第二个双季稻年亩产“吨谷县”。但随着工业的发展，以及其他外部因素的影响下，中国农村丢荒现象严重。潮阳也一样出现严重的丢荒，不过这样的背景下，也铸就了全国种粮大户马四弟。他将这些被丢荒的土地承包起来统一种植，较为有效的解决了丢荒问题。比较大型的农业企业有汕头市粮丰集团。此外潮阳的经济作物西胪乌酥杨梅、谷饶狮头油甘也是相当有名。而金灶镇的金玉三捻橄榄在2008年9月5日成为中国地理标志产品之一。

### 工业
潮阳的现代工业肇始于民国8年（1919年）实业家陈坚夫及其弟陈毅夫在县城所创办生产灯芯布的维新纺织厂，1923年陈坚夫又创办了发电厂光利电灯公司。潮阳沦陷时期，工业受到破坏。中共建政后，没收地主、资本家的工厂，相继创办了公营新潮染织一厂、动力机械厂、造船厂、农械厂、锻压机械厂、柴油机厂等国营与集体企业。改革开放后，国有企业逐渐式微，民营企业得到很大发展，先后逐步形成多个专业镇，如和平镇的音像制品，谷饶镇的针织内衣，铜盂镇的文具业，金浦街道的小造纸业，贵屿镇电子回收产业。2008年全区完成工业产值309.2亿元。

### 第三产业
潮阳现有星级酒店五家，其中四星级酒店一家，三星级酒店一家，二星级酒店一家。

## 教育
唐朝韩愈在潮阳始置乡校，历唐一代，潮阳有洪奋虬1位进士。宋朝潮阳还未设有书院，当时整个广东也只有五六所建制规模较大的书院，分别是潮州城的韩山书院、元公书院，曲江相江书院，惠州的丰湖书院，广州的禺山书院等。到了宋理宗绍定三年（1230年）潮州的孙叔谨始建儒学于潮阳，历宋一代潮阳有文进士大概是39名（不含许申一门8进士），这个数量在广东各县是很高的。
明洪武八年（1375年）奉诏在县城始创5所社学：养正社学、源泉社学、西隅社学、聚会坊社学、南薰社学。直至明朝嘉靖二十七年（1548年）潮阳才有了第一所正式官办的书院---北城书院，这是时任知县刘景韶创办的，规模为屋二所廊房二十间。但在潮州内算是比较晚建立的，之前潮州另外两属的海阳县、揭阳县已各有两所私人书院了。接着于万历三十三年（1605年）有了第二所书院--文昌书院，有房三十一间；万历四十四年左右有东山书院（既现潮阳一中前身），万历四十六年左右有龙首书院，崇祯七至十年有文光书院，共拥有过五所书院。另外像曾山书室虽无书院建制规模，但从明代开始不间断有书生往此攻读，历500多年历史，人才辈出。历明一代，当时大概才两万户人的潮阳有过31名进士（不含现属惠来的林逊），这个数量在当时整个广东各县也是非常高的。
到清康熙二十四年（1685年）知县臧宪祖在县治左侧始建义学，义学之设到了同治十二年（1873年），潮州镇总兵方耀又拨款于县城新设义学4所：一在东门外长寿庵、一在西门外紫霄宫、一在南门外治平寺旁梵王宫、一在北门外龙神庙。雍正五年（1727年）,蓝鼎元在县城北门外将天教妖女林妙贵的祠庙改建为棉阳书院；乾隆二十年（1755年），贵山都富商张勋捐白银3000两创建贵山书院；乾隆二十八年（1763年），招收都人陈耀振在达濠倡建河东书院；道光四年（1824年），海门营参将何钟岳倡议，把忠贤祠拓建为莲峰书院；道光十九年（1839年）知县吴均在县城北门外龙神庙左侧创建登龙书院；同治十二年（1873年），方耀拨款在峡山创建六都书院；同治十三年（1874年），方耀拨款在门辟（今关埠镇）司署前创建奎光书院；光绪二年（1876年），方耀、署知县叶大同等倡议，在县学宫之南创建培元堂（即文祠，祀历代先贤），祠置学田，充教育经费，还向富家劝捐筹款，资助贫寒诸生赴省上京应试，并规定捐款者可立其祖先牌位在祠中陪祀。光绪三十二年（1906年），由萧永康倡议在县学宫创办五都高等小学堂；光绪三十三年（1907年）峡山都溪东人陈妈保向旅沪乡人募款兴建启元学堂，同年县城人郑洪积10年教薪千余元，在县城创办端本两等小学堂。光绪三十四年（1908年）创办县立第一高等小学堂。宣统元年（1909）创办县立女子初等小学堂，址在学宫左旁魁星阁，于宣统三年（1911年）停办，接着民国10年（1921）由县长陈坚夫捐廉复办，称县立女子小学，不过还是在民国30年停办。宣统二年（1910年）浸信会在县城龙井创办潮光两等小学堂，民国14年（1925）扩办为私立潮光中学。

### 高等教育
没有高等教育，成人高等教育院校一座:

- 潮阳区广播电视大学：位于潮阳职业技术学校。

### 高中教育
高中教育稳步前进，高考本科上线率全省前列，尖子生人数全省前列,但是潮阳的教育普及率比较低,目前潮阳区的高中学位仍然紧缺,现在潮阳区正力争到2011年全区户籍人口高中阶段毛入学率达到85%以上。2007年潮阳区参加普通高考考生6542人，其中上一批线1075人，二批线3757人，三批B线以上5284人。上线率80.77%。
2008年潮阳区参加普通高考考生8263人，总分600分以上考生共362人，其中上一批线1170人，三批B线以上6773人。本科上线率45.47%，上线率81.97%。
2009年潮阳区参加普通高考考生10327人，总分600分以上考生共883人，其中上一批线1391人，二批线4743人，三批B线以上8774人。本科上线率45.93%，上线率84.96%。
2010年潮阳区参加普通高考考生9680人，其中上一批线1370人，二批线5016人，三批B线以上8803人。本科上线率51.82%，总上线率90.94%。
现拥有广东省国家级示范性高中四所
- 潮阳一中
- 潮阳林百欣中学
- 潮阳黄图盛中学[45]
- 潮阳实验学校[46]

### 职业教育
- 潮阳区职业技术学校
- 潮阳建筑职业技术学校
- 潮阳棉城职业中学

## 交通

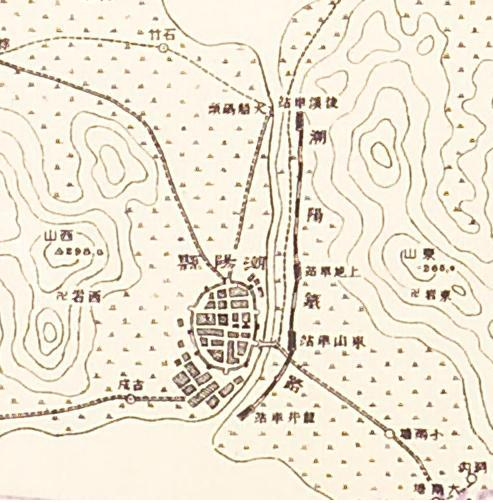
民国潮阳窄轨铁路线路图

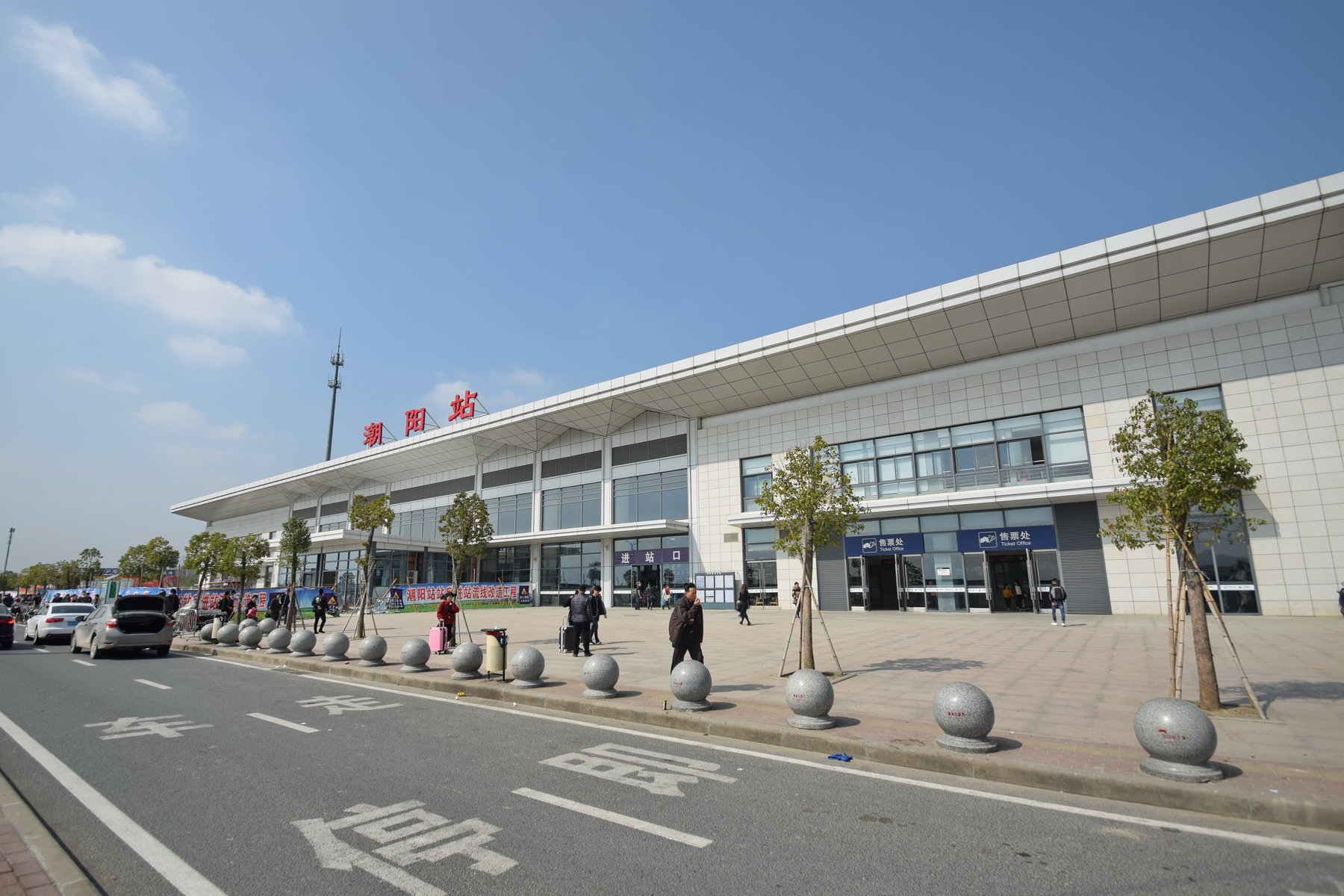
廈深鐵路潮阳站

潮阳民众重视交通，早在民国16年（1927）12月，潮阳首任民选县长陈坚夫与其弟陈毅夫于民国十三年（1924）合资筑建的潮阳窄轨铁路后溪至龙井段竣工通车（位于大概为现东山大道），全长5.8公里。拥有机车1台，客车12厢（可载600人）、货车6厢，后因抗日而拆毁。民国十八年（1929年）2月16日，潮阳县第一条公路——普潮公路潮阳段（今为 324国道]潮阳段）通车。该公路于民国17年（1928年）秋筑建，由礐石至石桥头，全长41.7公里。对外交通略显落后，缺少高速公路。区内交通方面受资金等影响缺少一级公路，公交车方面也很不完善。
- 深汕高速公路在本区海门镇设有海门出入口。
- 324国道自东北部濠江区進入潮阳区，途经棉北街道，文光街道，金浦街道，和平镇，向西进入潮南区峡山街道。
- 234省道揭海公路起点为海门镇，途经潮阳棉北街道、河溪镇、西胪镇、关埠镇、金灶镇，进入揭阳市榕城区仙桥镇。是潮阳区北部山区通往揭阳市的主要道路。但建设12年，2007年6才完全竣工，使用几年，路面情况已非常烂。
- 237省道和惠公路南部与潮南区胪岗镇接壤，经和平、铜盂、谷饶等镇，是通往潮南区，普宁市的主要通道之一。但路况失修久，开始整修。
- 另有规划的有汕揭高速公路，揭惠高速公路
- 铁路：厦深铁路自东向西经过关埠镇、西胪镇、谷饶镇、贵屿镇，在境内的谷饶镇设有廈深鐵路潮阳站，已於2013年12月28日通车。
- 国家一类口岸：潮阳港、关埠港。[47]

## 体育
潮阳的主要体育活动为打篮球及乒乓球，而水乡潮阳的传统优势体育项目是水上项目。曾经有多位潮阳籍游泳健将取得国际国家级的游泳金牌，比如有“一代蛙后”美誉的高慎卿。但在工业时代后，乡村的河流受到很大污染，特别是盛产游泳健将的练江流域，游泳已难见踪迹。帆板项目上有姚欣浩、陈佩娜在2006多哈亚运会获得帆板金牌，黄文仪在2010年广州亚运会获得女子轻量级双人双桨金牌。
- 潮阳区体育馆：建筑面积4805平方米，观众席2200个。
- 潮阳体育中心：配备5个游泳娱乐园、8个篮球场、10个羽毛球场以及一个400米跑道的田径跑道和足球场[48]。